# Panstrongylus geniculatus
Panstrogylus geniculatus és una espècie d'insecte hemípter de la família Reduviidae. És hematòfag i reconegut com un vector de poca importància epidemiològica de Trypanosoma cruzi, agent patogen de la malaltia de Chagas.